# David Kaše
David Kaše, född 28 januari 1997 i Kadaň, är en tjeckisk professionell ishockeyspelare som spelar för Lehigh Valley Phantoms i American Hockey League.